# 安托瓦内特·赖普马-德容
安托瓦内特·赖普马-德容（荷蘭語：Antoinette Rijpma-de Jong，1995年4月6日—），旧姓德容（de Jong），生于弗里斯兰省德弗里斯科马伦罗特姆，是一名荷兰女子速度滑冰运动员。安托瓦内特在六岁时开始练习滑冰。她在童年时期也有练习马术，还在全国比赛上获得过冠军。然而随着年龄的增长，她意识到自己不可能身兼两个项目，于是她在15岁时决定放弃马术。安托瓦内特的妹妹Michelle同样也是速度滑冰选手。